# Буфлебен
Буфлебен (нім. Bufleben) — громада в Німеччині, розташована в землі Тюрингія. Входить до складу району Гота. Складова частина об'єднання громад Міттлерес-Нессеталь.
Площа — 13,17 км2. Населення становить Невірний параметр metadata 16 067 006 ос. (станом на 31 грудня 2021).

## Галерея

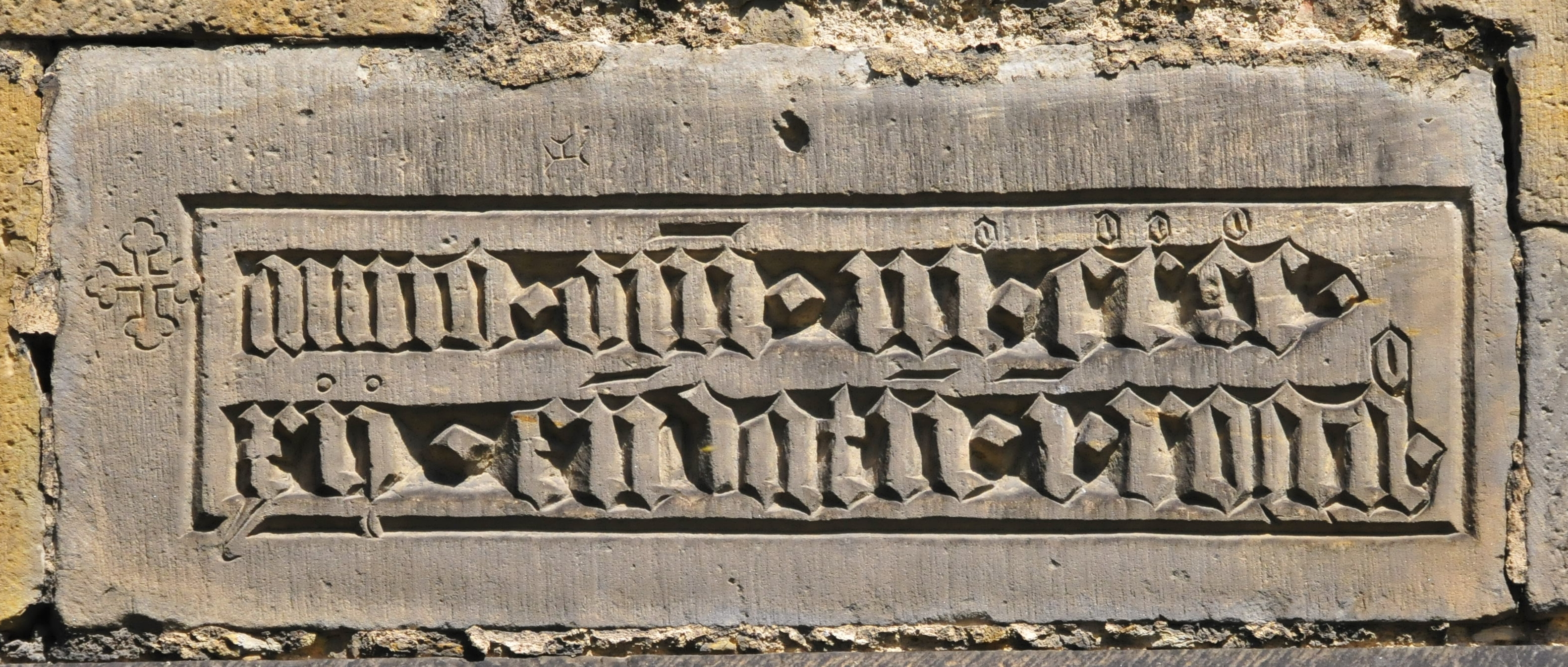
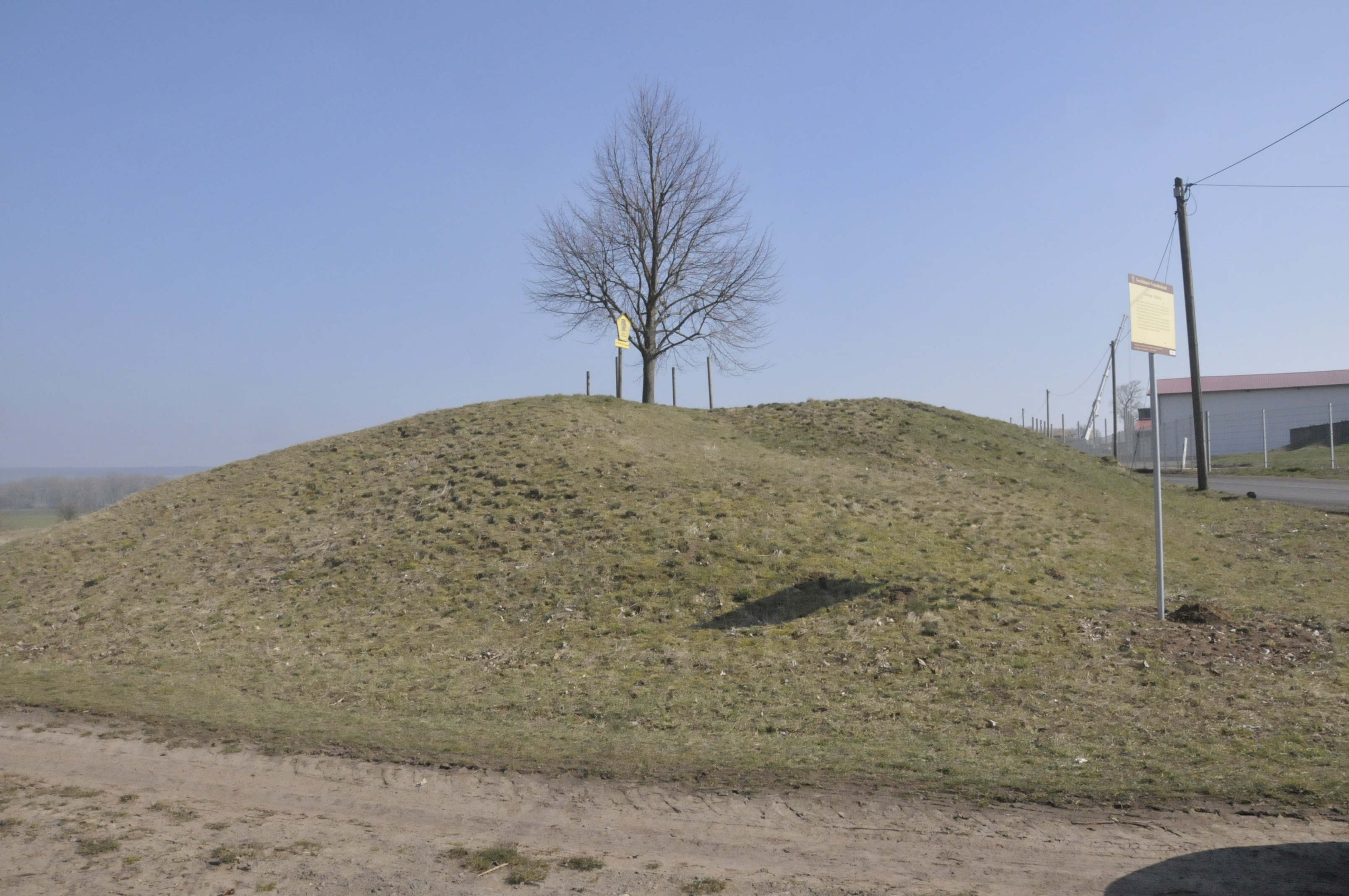